# Philemon fuscicapillus
Philemon fuscicapillus là một loài chim trong họ Meliphagidae.